# Lövgärdet

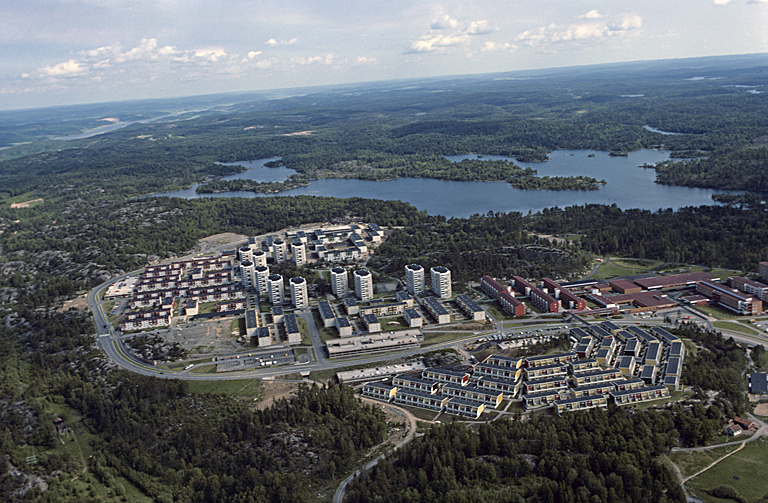
Lövgärdet från luften, 1977.

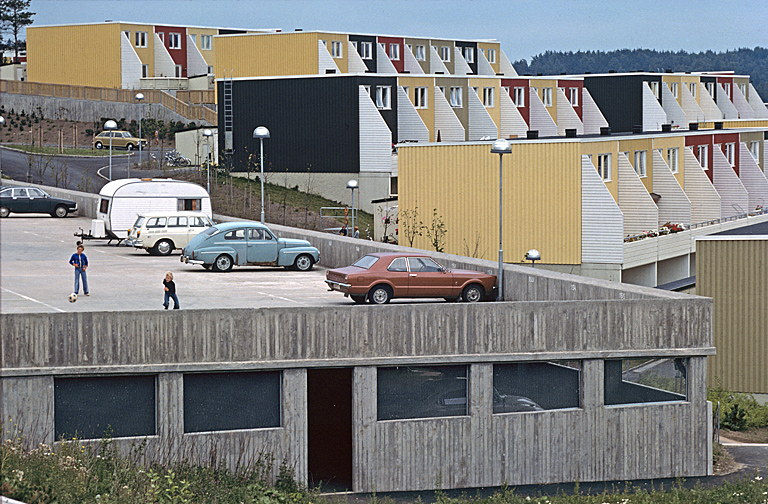
Radhusområde i Lövgärdet. Foto 1977.

Lövgärdet är ett primärområde i stadsområde Nordost i Göteborgs kommun, beläget i stadsdelen Gårdsten i nordöstra Göteborg.

## Bebyggelse
Området var det sista av Göteborgs miljonprogramsområden som anlades. Det bebyggdes 1970–1978 med totalt omkring 3 600 lägenheter.
Traditionellt delar man in området i Södra Lövgärdet, som bebyggdes 1971–1975 med sju- och fyravåningars lamellhus och Övre Lövgärdet i norr, som bebyggdes 1976–1978 med niovåningars punkthus och trevåningars lamellhus. Mellan de båda områdena ligger Lövgärdets Centrum som tillkom 1975 och har högstadieskola, kyrka, kommunal service, affärer och pizzeria samt lägenheter och hotell i loftgångshus. 
Lövgärdet har senare utvidgats med ett villaområde 1979 och ett parhusområde 1982. År 1998 revs hälften av punkthusen i Övre Lövgärdet.

## Belägenhet
Lövgärdet ligger längst i norr i Göteborgs kommun på fastlandssidan och gränsar till Surte i Ale kommun. Strax norr om Lövgärdet finns Vättlefjälls naturreservat och Surtesjön.

## Nyckeltal

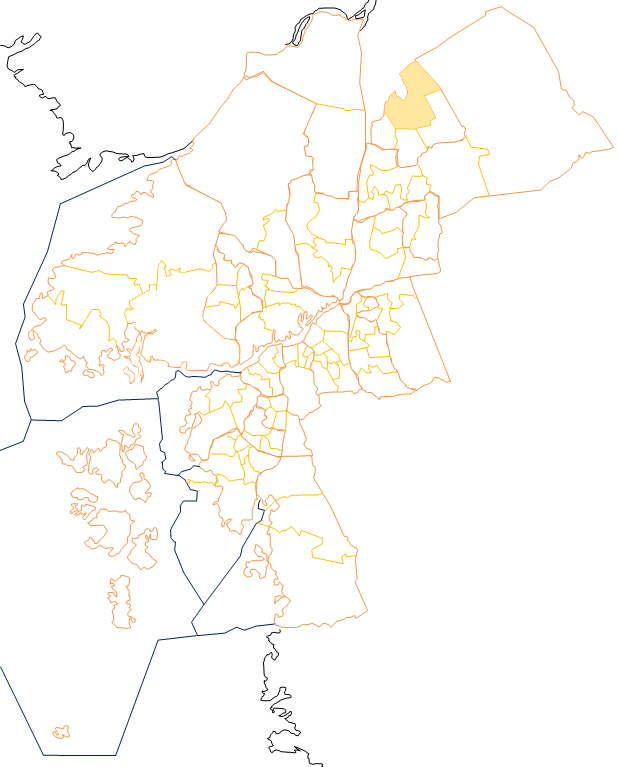
Lövgärdet

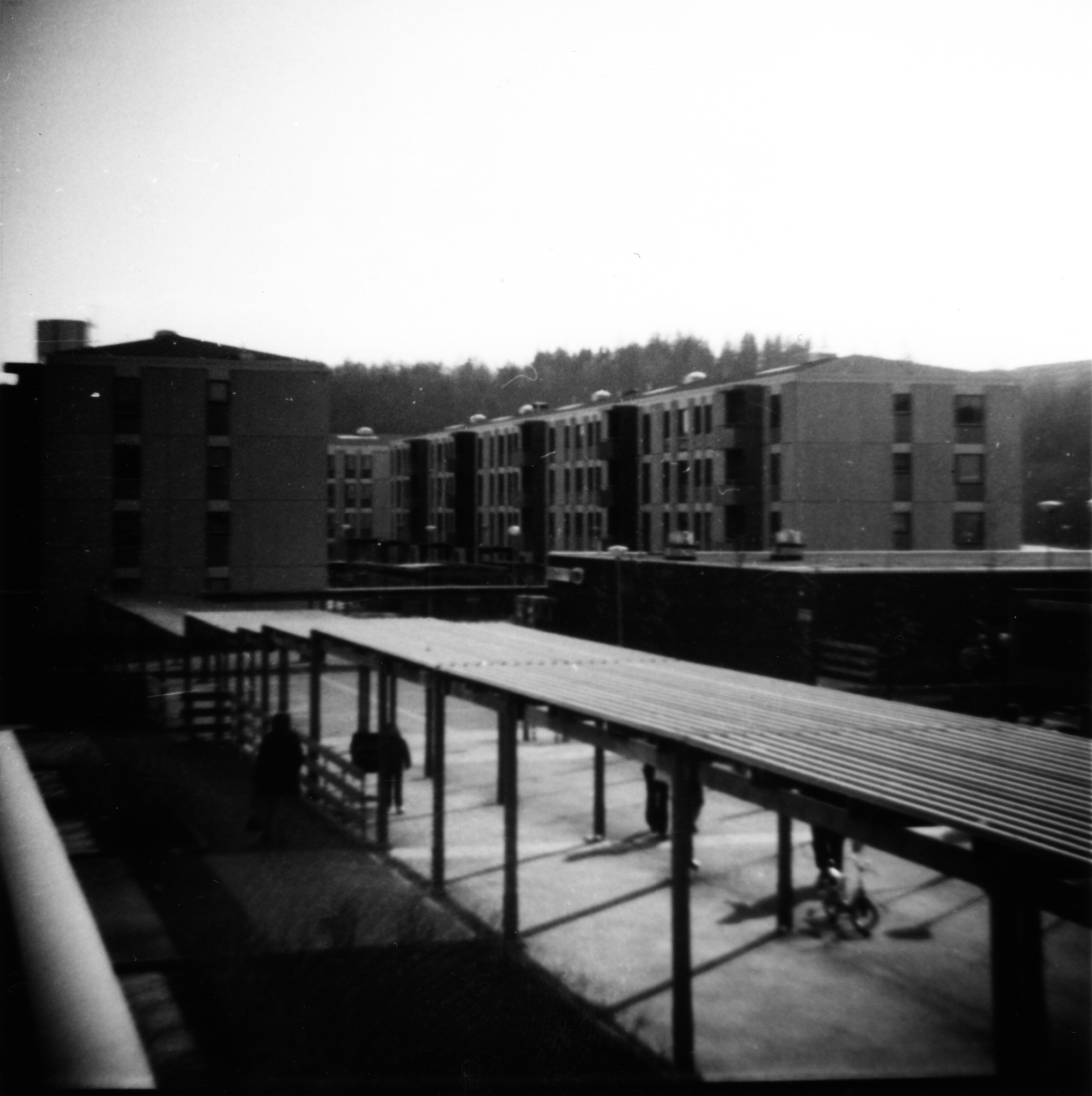
Lövgärdet, 1976.

Nyckeltalen redovisar statistik som beskriver Göteborg och dess 96 delområden, primärområden, per den 31 december och kan användas för att jämföra de olika områdena. Nedan redovisas uppgifter för primärområdet och jämförelse görs mot uppgifterna för hela kommunen.
|                                                           | Lövgärdet  | Hela Göteborg |
| --------------------------------------------------------- | ---------- | ------------- |
| Folkmängd                                                 | 7 992      | 587 549       |
| Befolkningsförändring 2020–2021                           | +11        | +4 493        |
| Andel födda i utlandet                                    | 60,7 %     | 28,3 %        |
| Andel utrikes födda eller med två utrikes födda föräldrar | 85,1 %     | 38,1 %        |
| Medelinkomst                                              | 206 900 kr | 332 400 kr    |
| Arbetslöshet                                              | 18,6 %     | 6,6 %         |
| Antal ersatta dagar från F-kassan per person (16-64 år)   | 24,6       | 19,5          |
| Andel med eftergymnasial utbildning (minst 3 år)          | 14,0 %     | 37,9 %        |
| Andel bostäder byggda 1971–1980                           | 91,8 %     |               |
| Andel bostäder i allmännyttan                             | 43,5 %     | 25,9 %        |
| Antal färdigställda bostäder 2021                         | 46         |               |
| Andel bostäder i småhus                                   | 8,6 %      | 18,3 %        |

## Stadsområdes- och stadsdelsnämndstillhörighet
Primärområdet tillhörde fram till årsskiftet 2020/2021 stadsdelsnämndsområdet Angered och ingår sedan den 1 januari 2021 i stadsområde Nordost.

## Kriminalitet
Lövgärdet klassas sedan 2015 av Polisen som särskilt utsatt område, vilket definieras som ett område där kriminella har en inverkan på lokalsamhället och situationen innebär att det är svårt eller nästintill omöjligt för polisen att fullfölja sitt uppdrag.

### Skönlitteratur
- Birro, Peter (1993). Under bordet : roman. Stockholm: Hägglund. Libris 7605995. ISBN 91-7123-035-1